# Stizus bizonatus
Stizus bizonatus  (лат.) — вид песочных ос из подсемейства Bembicinae (триба Stizini). Саудовская Аравия, ОАЭ, Азербайджан, Узбекистан, Туркменистан, Таджикистан, Ирак, Иран, Египет. Длина тела самок 20—28 мм (самцы мельче — 17-22 мм). Тергиты брюшка с прерванными жёлтыми перевязями. Усики самок 12-члениковые (у самцов состоят из 13 сегментов). Внутренние края глаз субпараллельные (без выемки). Брюшко сидячее (первый стернит брюшка полностью находится под тергитом). В переднем крыле три кубитальные ячейки. Гнездятся в земле
.